# S Rajaratnam
Sinnathamby Rajaratnam, sinh ngày 25 tháng 2 năm 1915 - mất ngày 22 tháng 2 năm 2006, là phó thủ tướng Singapore từ năm 1980-1985, thành viên nội các từ năm 1959-1988 và là một nhà viết truyện ngắn. Ông là một trong những người tiên phong lãnh đạo giúp Singapore giành được độc lập vào năm 1965. Ông dành phần lớn cuộc đời mình cho sự nghiệp cộng đồng và giúp định hình suy nghĩ của người dân Singapore về những vấn đề hiện đại. Trường Chính Sách Nghiên cứu Quốc tế S. Rajaratnam (S. Rajaratnam School of International Studies) trực thuộc Đại học Công nghệ Nanyang được thành lập để ghi nhận công lao của ông.

## Tiêu sử
Con thứ hai của ông Sabapathy Pillai Sinnathamby và bà N. Annamah, cả hai đều là người gốc Tamil, Rajaratnam sinh ra ở Vaddukoddai (Tholpuram), Yazhpanam, Sri Lanka. Cha anh đã muốn anh được sinh ra ở đó vì những lý do tốt đẹp sau cái chết sớm của người anh trai. Sau đó anh ta được đưa trở về Malaya và lớn lên ở Seremban và Selangor.
Rajaratnam học tại Trường nam sinh St Paul, Victoria Institution ở Kuala Lumpur, và sau đó là Raffles Institution ở Singapore. Năm 1937, ông đến trường King's College London và có bằng luật. Tuy nhiên, do Thế chiến II, ông không thể nhận được nguồn tài trợ từ gia đình mình để tiếp tục học; Thay vào đó, ông quay sang báo chí để kiếm sống. Ông đã gặp vợ Piroska Feher, một giáo viên Hungary tại London. Ở London, Rajaratnam cũng đã viết một loạt truyện ngắn mà J.B. The Spectator đã đưa ra. Rajaratnam cũng thu hút sự chú ý của George Orwell, người sau đó làm việc tại Phòng Ấn Độ của Dịch vụ Đông của BBC ở London và tuyển Rajaratnam để đóng góp các kịch bản cho mạng. Các truyện ngắn và phát thanh của Rajaratnam sau đó được xuất bản bởi Epigram Books The Short Stories & Radio Plays of S. Rajaratnam Lưu trữ ngày 28 tháng 10 năm 2014 tại Wayback Machine (2011).
Ông trở lại Singapore vào năm 1948 khi ông gia nhập tập san Malayan Tribune và ngừng viết truyện ngắn. Năm 1954, ông gia nhập The Straits Times với tư cách là một nhà báo. Ông đã rất táo bạo khi viết về cách Singapore bị chi phối bởi người Anh. Điều này gây ra sự không hài lòng của chính phủ thuộc địa. Cột của ông, "I write as I please", thu hút rất nhiều sự chú ý mà ông đã được kêu gọi để đặt câu hỏi của chính phủ.